# Francs-tireurs partisans
Pour les articles homonymes, voir FTP.
Ne doit pas être confondu avec Francs-tireurs et partisans.
Les Francs-tireurs partisans est un groupe clandestin ayant revendiqué des actions terroristes sur Marseille au cours des années 1990 et a promu la lutte armée antifasciste contre le Front national.

## Histoire
À Marseille, un attentat à l’explosif est mené contre la villa du secrétaire départemental FN, Maurice Gros, le 3 avril 1995. Il est revendiqué par FTP-Unité combattante « Albéric D’Alessandri ». Le lendemain, un filet, sans commentaire, dans Présent rendait sobrement compte de l’événement en une vingtaine de lignes. National-Hebdo est tout aussi concis, taxant cependant les auteurs de l’attentat de « criminels ».
Cette action aurait répondu à l’assassinat du jeune Ibrahim Ali par des colleurs d’affiches du FN, le 21 février de la même année.
Deux membres du groupe, Yves Peirat et William Ferrari, sont arrêtés en 1999 et condamnés : Yves Peirat à cinq ans de prison ferme et William Ferrari à quatre mois ferme et quatorze mois avec sursis. Yves Peirat est relâché au bout de trois ans d’emprisonnement.
Selon des blogs militants pour leur défense, les membres du groupe, se disant antifascistes, auraient obtenu le soutien de plusieurs anciens résistants, partis, mouvements et syndicats de gauche lors de leur procès, comme la CGT, le Parti communiste français mais également des mouvements plus à gauche comme la LCR ou la CNT.
Les FTP ont été cités dans le rapport des Renseignements généraux baptisé « Gauche 2000 ».

## Liste des attentats
- 14 juillet 1991 : cocktails molotov contre le siège du FN à Marseille.
- 24 octobre 1992 : attentat contre le restaurant La Truffe noire qui allait accueillir un meeting du FNJ.
- 1er mai 1994 : attentat à l'explosif contre la DDTE en solidarité avec les ouvriers des entreprises régionales et revendiqué par « Des chômeurs en pétards »[4].
- 6 juin 1994 : attentat contre le siège du FN à Marseille.
- 16 décembre 1994 : attentat contre le consulat italien le jour de la visite de Silvio Berlusconi à Aix-en-Provence, en protestation contre la venue au pouvoir de la coalition avec l’Alliance nationale.
- 3 avril 1995 : attentat contre la villa de Maurice Gros, secrétaire régional du FN à la suite de la mort d'Ibrahim Ali en février.
- 21 février 1996 : attentat contre un local du FN, d’où étaient partis les meurtriers d’lbrahim Ali. Revendiquée Francs Tireurs Partisans, Groupe « Missak Manouchian ».
- 11 mars 1997 : attentat à la grenade contre un local du FN, revendiquée Groupe de Partisans « Marcel Bonain ».
- 21 février 1998 : attentat contre un local du FN. Revendiquée Francs Tireurs Partisans, Unité combattante « Dimitri Cotorovitch ».
- 9 juin 1998 : attentat nouveau local du FN la veille de l’ouverture du procès des meurtriers d’Ibrahim Ali, membres du FN. Revendiquée Francs Tireurs Partisans, Unité combattante « Jean Robert ».
- 28 octobre 1998 : attentat contre le  transformateur électrique du stade de Vitrolles pour saboter un concert de Rock identitaire français organisé par la municipalité FN.